# 울트라 시리즈 등장 병기
울트라 시리즈에 등장하는 병기 일람은 특촬 작품 『울트라맨』을 시작으로 울트라 시리즈에 등장하는 주요 가공 병기 일람이다.

## 테레비

### 제1기 울트라 시리즈

#### 과학특수대 (『울트라맨』)
- 제트 비톨
- 우주 비톨
- 소형 비톨 (삼각 비톨)
- 과특대 전용차
- 벨시다
- 특수잠항정 S호 (S16호, S21호, S25호)
- 백조호
- 스페이스 탱크

#### 울트라 경비대(『울트라 세븐』)
- 스테이션 호크 1호 (α호, β호, γ호)
- 스테이션 호크 2호
- 스테이션 호크 3호
- 울트라 가드
- 포인터
- 마그마 라이저
- 하이드랜저 (1호, 2호)

#### 우주 스테이션 V3 (『울트라 세븐』)
- 스테이션 호크 1호
- 스테이션 호크 2호

### 제2기 울트라 시리즈

#### MAT (『돌아온 울트라맨』)
- 매트 애로우 1号
- 매트 애로우 2号
- 매트 자이로
- 스페이스 애로우
- 매트 비하이클
- 매트 서브 (1호, 2호)

#### TAC (『울트라맨 에이스』)
- 타크 팔콘
- 타크 스페이스
- 타크 애로우
- 타크 팬서
- 덕빌
- 돌핀 (본편 미등장)

#### ZAT (『울트라맨 타로』)
- 스카이 호엘
- 콘도르 1호
- 슈퍼 스왈로우
- 드래곤
- 안드로메다 (본편 미등장)
- 마젤란 (본편 미등장)
- 울프 777
- 래빗 팬더
- 벨미다 II세
- 아이언 피시 (본편 미등장)

#### MAC (『울트라맨 레오』)
- 마키 1호
- 마키 2호 (A、B)
- 마키 3호
- 마크 로디
- 마크 모르 (본편 미등장)
- 마크 샤크 (본편 미등장)

### 제3기 시리즈

#### 과학경비대 (『더☆울트라맨』)
- 슈퍼 머독
- 울트리아 (α호, β호)
- 바디
- 스페이스 바디
- 베타미
- 슈터 ASS
- 패신저호 II세

#### UGM (『울트라맨 80』)
- 스페이스 아미
- 스카이 하이어
- 실버 갤 (α호, β호)
- 에이스 플라이어
- 스카우터 S7

### 헤이세이 울트라 시리즈

#### GUTS (『울트라맨 티가』)
- 아트 뎃세이호
- 가츠 윙 1호
- 가츠 윙 2호
- 가츠 윙 EX-J (α호, β호)
- 스노우 화이트
- 가츠 윙・블루 토네이도
- 가츠 윙・크림슨 드래곤
- 셜록
- 데・라・무
- 스터그 1호
- 스터그 2호
- 피퍼
- 돌퍼 202
- 라가티 (본편 미등장)

#### 슈퍼 GUTS (『울트라맨 다이나』)
- 크라코프 NF3000
- 가츠 이글
- 가츠 이글 스페리얼
  - α호 (이글 제트)
  - β호 (이글 윙)
  - γ호 (이글 가이)
  - α스페리얼
- 코넬리 07
- 제레트
- 보퍼
- 가츠 마린
- 가츠 디그
- 가츠 섀도우
- 플라즈마 백식

#### XIG (『울트라맨 가이아』)
- 피스캘리
- XIG 파이터 SS
- XIG 파이터 SG
- XIG 파이터 EX
- XIG 파이터 ST
- XIG 파이터 GT
- 시걸 플로터
- 벨맨
- MLRS 바이슨
- GTB 스킹거
- 시걸 팬톱
- 세이렌 7500
- 타브라이너
- 어드밴처

#### TEAM EYES (『울트라맨 코스모스』)
- 코어 모듈
- 테크 선더 1호
- 테크 선더 2호
- 테크 선더 3호
- 테크 선더 4호
- 테크 스피너 MK-1 (본편 미등장)
- 테크 스피너 MK-2 (본편 미등장)
- 테크 스피너 1호
- 테크 스피너 2호
- 테크 스피너 3호 (본편 미등장)
- 테크 스피너 4호 (본편 미등장)
- 테크 부스터 (센터 셔틀, 모듈 파이터)
- 셰퍼드
- 랜드 다이버
- 시 다이버

#### 나이트 레이더 (『울트라맨 넥서스』)
- 스트라이크 체스터
- 메가 캐논 체스터
- 디그 체스터 (본편 미등장)
- 하이퍼 스트라이크 체스터
  - 크롬 체스터 α
  - 크롬 체스터 β
  - 크롬 체스터 γ
  - 크롬 체스터 δ

#### DASH (『울트라맨 맥스』)
- 대시 마더
- 대시 버드 1호
- 대시 버드 2호
- 대시 버드 3호
- 대시 알파
- 대시 두카

#### CREW GUYS (『울트라맨 뫼비우스』)
- 피닉스 네스트 (플라이트 모드)
- GUYS 건 스피더
- GUYS 건 피닉스
- GUYS 건 피닉스 스트라이커
  - GUYS 건 윙거
  - GUYS 건 로더
  - GUYS 건 부스터
- 건 크루세이더
  - 건 크루세이더 MX
- GUYS 애로우 MA1
- 마켓 괴수

##### GUYS 오션 (『울트라맨 뫼비우스』)
- 시 윙거
- 블루 웨일

## 영화

### 울트라 포스 (『울트라맨 USA』)
- 마더 쉽
- 울트라 제트

### MYDO (『울트라맨 제아스』)
- 스카이 샤크
- 스카이 피시 (1호, 2호)

### SRC (『울트라맨 코스모스』)
- 트로이 토탈
  - 트로이 A
  - 트로이 B (코어 모듈)
- 버나드

### 팀 Sea (『울트라맨 코스모스』)
- 트로이 토탈 S
  - 트로이 AS
  - 트로이 BS
- 마린 다이버

### TEAM EYES (『울트라맨 코스모스』)
- 테크 스피너 KS
- 테크 라이거 1호
- 테크 라이거 2호
- 테크 라이거 KS-1
- 테크 라이거 KS-2
- 테크 라이거 KS-4

## 비디오

### UMA (『울트라맨 G』)
- 허머
- 사르토프스 1호
- 사르토프스 2호
- 사르토프스 3호

### W.I.N.R. (『울트라맨 파워드』)
- 스카이 헌터
- 스트라이크 비톨
- 특수잠항정 S22호
- 로버

### HEART (『울트라맨 네오스』)
- 하트 위너
- 하트 워머
- 하트 비터 SX
- 하트 비터 RX

## 같이 보기
- 울트라 시리즈
- 가공의 기술